# Stemma della Gagauzia
Lo stemma della Gagauzia è descritto dall'articolo 13.3 della legge organica della Gagauzia come segue:
Lo stemma rappresenta l'immagine di uno scudo, nella cui parte inferiore si trova un emisfero di sole nascente giallo oro, su sfondo blu, con moltissimi raggi. Sullo scudo, sui raggi, sopra il sole, appare una fascia bianca con scritto in stampatello nero: "Gagauz Yeri" cioè Gagauzia in lingua gagauza. Lo scudo è contornato da spighe gialle oro, tenute insieme da una fascia con i colori della bandiera gagauza (blu, bianco e rosso). Sotto lo scudo si trova un'immagine stilizzata di pampini e grappoli di vite. Tre stelle a cinque punte gialle oro a formare un triangolo equilatero si trovano sopra lo scudo.
Lo stemma, introdotto nel 1994, appare come una rivisitazione dello stemma della Repubblica Socialista Sovietica Moldava, dove però lo stemma aveva come colori predominanti il rosso (del sole, la stella, unica, e l'uva) e l'arancio, oltre al giallo, e la completa assenza del blu.